# (7103) Wichmann
(7103) Wichmann ist ein Asteroid des äußeren Hauptgürtels, der am 7. April 1953 vom deutschen Astronomen Karl Wilhelm Reinmuth an der Landessternwarte Heidelberg-Königstuhl (IAU-Code 024) entdeckt wurde. Am selben Tag wurde der Asteroid auch noch am Observatorium von Alma-Ata gesichtet.
Der Asteroid gehört zur Eos-Familie, einer Gruppe von Asteroiden, welche typischerweise große Halbachsen von 2,95 bis 3,1 AE aufweisen, nach innen begrenzt von der Kirkwoodlücke der 7:3-Resonanz mit Jupiter, sowie Bahnneigungen zwischen 8° und 12°. Die Gruppe ist nach dem Asteroiden (221) Eos benannt. Es wird vermutet, dass die Familie vor mehr als einer Milliarde Jahren durch eine Kollision entstanden ist. Die zeitlosen (nichtoskulierenden) Bahnelemente von (7103) Wichmann sind fast identisch mit denjenigen der beiden kleineren, wenn man von der Absoluten Helligkeit von 14,6 und 15,2 gegenüber 12,7 ausgeht, Asteroiden (116231) 2003 YO5 und (196759) 2003 SM156.
(7103) Wichmann wurde am 6. August 2009 auf Vorschlag von Lutz D. Schmadel nach dem deutschen Astronomen Moritz Ludwig Georg Wichmann (1821–1859) benannt. Nach Wichmann war schon 1935 ein Mondkrater im Süden der Mondvorderseite benannt worden: Mondkrater Wichmann.